# Kaolack
Inte att förväxla med Khao Lak.
Kaolack är en stad i västra Senegal, vid floden Saloum, cirka 15 mil sydost om Dakar. Den är administrativ huvudort för regionen Kaolack och är med sina cirka 280 000 invånare en av landets största städer.
Kaolack har en flodhamn, och härifrån exporteras jordnötter. Staden är en marknadsstad där saltutvinning bedrivs, och staden har en känd moské.